# Heterochelus delkeskampi
Heterochelus delkeskampi är en skalbaggsart som beskrevs av Kulzer 1960. Heterochelus delkeskampi ingår i släktet Heterochelus och familjen Melolonthidae. Inga underarter finns listade i Catalogue of Life.